# 1901年大彗星
1901年大彗星（Great Comet of 1901），有時稱為維斯卡拉彗星（Comet Viscara），正式名稱為C/1901 G1（在較舊的命名法中稱為1901 I和1901 a），是一顆在1901年春天變得明亮的彗星。（幾乎）完全只有南半球能夠觀測到該彗星，該彗星於1901年4月12日早上被發現，是一個肉眼可見的二等星體，有著一條短尾巴。根據報導，在經過近日點當天，彗星的頭部呈現深黃色，拖著一條10度的彗尾。最後一次肉眼看到彗星是在5月23日。

## 發現歷史
1901年4月12日黎明前，烏拉圭派桑杜省一家莊園的經理維斯卡拉肉眼發現了這顆彗星。4月23日黎明前，戴維·吉爾和羅伯特·因尼斯在南非皇后鎮觀測到了這顆彗星。4月24日，戴維·吉爾和羅伯特·因尼斯在好望角皇家天文台觀測到了這顆彗星，尾巴當時長約10°。4月24日，西澳大利亞露紋角也觀測到了這顆彗星。4月25日，雪梨天文台的亨利·張伯倫·拉塞爾（Henry Chamberlain Russell）發現尾巴大約有2°長。

彗星的亮度在5月5日達到巔峰時，彗尾呈扇形展開，有一條長約 45°的弱等離子體尾和一條長約15°的彎曲塵埃尾 。5月5日，彗星的亮度達到1等甚至更亮。根據一些觀察者（日出後用望遠鏡觀察到彗核）的說法，亮度可能達到了-1.5 等。從5月5日的肉眼觀察來看，至少有兩次報告指出尾部有類似極光的波動。
直到5月20日左右，彗星都是肉眼可見的，直到10月都可以透過望遠鏡觀測到彗星。